# فرودگاه لنکستر
فرودگاه لنکستر (به انگلیسی: Lancaster Airpark) یک فرودگاه همگانی است که یک باند فرود چمن دارد و طول باند آن ۷۳۲ متر است. این فرودگاه در کشور کانادا قرار دارد و در ارتفاع ۴۴ متری از سطح دریا واقع شده است.